# Regula (Schiff)
Die Regula ist eine 1971 gebaute Fähre. Sie verkehrte bis Mitte der 1990er-Jahre über den Öresund. Anschließend wurde sie über den Moonsund eingesetzt.

## Geschichte
Das Schiff wurde unter der Baunummer 563 auf der Werft Jos L. Meyer in Papenburg für die schwedische Reederei Stockholms Rederi AB Svea gebaut. Es war das zweite einer aus drei baugleichen Schiffen – Betula, Regula und Ursula – bestehenden Serie der Reederei.
Die Kiellegung fand am 4. November 1970, der Stapellauf am 18. Februar 1971 statt. Abgeliefert wurde das Schiff am 7. April 1971. Es kam unter der Flagge Schwedens mit Heimathafen Helsingborg zwischen Helsingborg in Schweden und Helsingør in Dänemark in Fahrt. Betrieben wurde es von der schwedischen Reederei Linjebuss International, ein Tochterunternehmen von Stockholms Rederi AB Svea.
1980 ging die Reederei in der Scandinavian Ferry Line auf.
1985 wurde die Fähre auf der Helsingør Skibsværft umgebaut. Dabei wurden die öffentlichen Bereiche erweitert und die Fahrzeugkapazität von 65 auf 105 Pkw erhöht. Statt 800 Passagieren konnten nun 900 Passagiere befördert werden.
Im Oktober 1991 kam das Schiff zu SweFerry, die es weiter zwischen Helsingborg und Helsingør betrieb.
Im Mai 1996 wurde die Fähre außer Dienst gestellt und in Helsingborg aufgelegt. Im Januar 1997 wurde sie für unter zwei Mio. Euro an die Reederei Saaremaa Laevakompanii in Estland verkauft und ab dem 1. Juni 1997 nun unter der Flagge Estlands zwischen Virtsu und Kuivastu bzw. Rohuküla und Heltermaa eingesetzt.
Zum 1. Oktober 2016 übernahm die Reederei TS Laevad den Betrieb der Fährverbindungen und hatte hierfür mehrere Doppelendfähren bestellt. Diese wurden jedoch erst ab Ende 2016 geliefert, so dass die Reederei die Regula für vier Mio. Euro kaufte, um sie zunächst weiter auf der Strecke einsetzen zu können und auch, um bei Ausfällen anderer Fähren ein Ersatzschiff zu haben. Seit Sommer 2017 ist die Regula Reserveschiff. Sie kommt bei Ausfällen oder zur Unterstützung der regulär auf der Strecke verkehrenden Doppelendfähren zum Einsatz.

## Technische Daten und Ausstattung
Das Schiff wird von vier KHD-Dieselmotoren des Typs SBA 8M 528A mit jeweils 809 kW Leistung angetrieben. Die Motoren wirken auf zwei Verstellpropeller. Das Schiff ist mit einem Bugstrahlruder ausgerüstet.
Für die Stromerzeugung stehen zwei Wellengeneratoren mit jeweils 500 kW Leistung sowie fünf Dieselgeneratoren zur Verfügung. Die Generatoren werden von vier Volvo-Penta-Dieselmotoren mit jeweils 140 kW Leistung und einem Volvo-Penta-Dieselmotor mit 184 kW Leistung angetrieben.
Als Stabilisatoren stehen zwei Schlingertanks zur Verfügung. Der Rumpf des Schiffes ist eisverstärkt (Eisklasse 1A).
Das Schiff verfügt über ein durchlaufendes Fahrzeugdeck, das über eine Bug- und eine Heckrampe zugänglich ist. Die Bugrampe befindet sich hinter einem nach oben aufklappbaren Bugvisier. Die Bugrampe ist 5,20 Meter lang und 3,70 Meter breit. Die Heckrampe ist 6,54 Meter lang und 6,12 Meter breit. Bug- und Heckrampe können jeweils mit 38 t belastet werden. Die maximale Achslast beträgt jeweils 14 t.
Das Schiff ist neben dem durchlaufenden Fahrzeugdeck mit 350 Spurmetern mit einem höhenverstellbaren Deck mit 150 Spurmetern ausgerüstet. Das höhenverstellbare Deck ist über interne Rampen zugänglich. Das durchlaufende Fahrzeugdeck ist größtenteils geschlossen, lediglich der hintere Bereich ist nach oben offen. Die nutzbare Höhe auf dem durchlaufenden Fahrzeugdeck beträgt 4,35 Meter, auf dem höhenverstellbaren Deck sind es 4,10 Meter. Die Fahrzeugkapazität beträgt 100 Pkw. Die Fähre kann 400 Passagiere befördern. Für Passagiere stehen mehrere Bereiche mit Sitzgelegenheiten zur Verfügung, darunter ein Selbstbedienungsrestaurant sowie ein Sonnendeck.
Die Brücke befindet sich im vorderen Bereich des Schiffes. Sie ist über die gesamte Breite geschlossen. Zur besseren Übersicht gehen die Nocken etwas über die Schiffsbreite hinaus.